# Suối Hoa (phường)
Suối Hoa là một phường thuộc thành phố Bắc Ninh, tỉnh Bắc Ninh, Việt Nam.

## Địa lý
Phường Suối Hoa có vị trí địa lý:
- Phía bắc giáp phường Kinh Bắc và phường Vũ Ninh
- Phía đông và phía nam giáp phường Đại Phúc
- Phía tây giáp phường Tiền Ninh Vệ.

Phường Suối Hoa có diện tích 1,11 km², dân số năm 2024 là 10.402 người, mật độ dân số đạt 9.371 người/km².
Phường nằm ở trung tâm Thành phố Bắc Ninh, có nhiều cơ quan của Tỉnh và Thành phố đóng trên địa bàn.

## Lịch sử
Phường Suối Hoa được thành lập năm 2002 theo Nghị định số 47/2002/NĐ-CP ngày 08/4/2002 của Chính phủ nước Cộng hòa xã hội chủ nghĩa Việt Nam.

## Giao thông
Các trục đường chính của phường như:
- Ngô Gia Tự
- Nguyễn Gia Thiều
- Kinh Dương Vương
- Lê Văn Thịnh
- Nguyễn Đăng Đạo
- Trần Hưng Đạo
- Hàn Thuyên
- Lý Thái Tổ
- Hai Bà Trưng
- Phù Đổng Thiên Vương.